# John Spratt

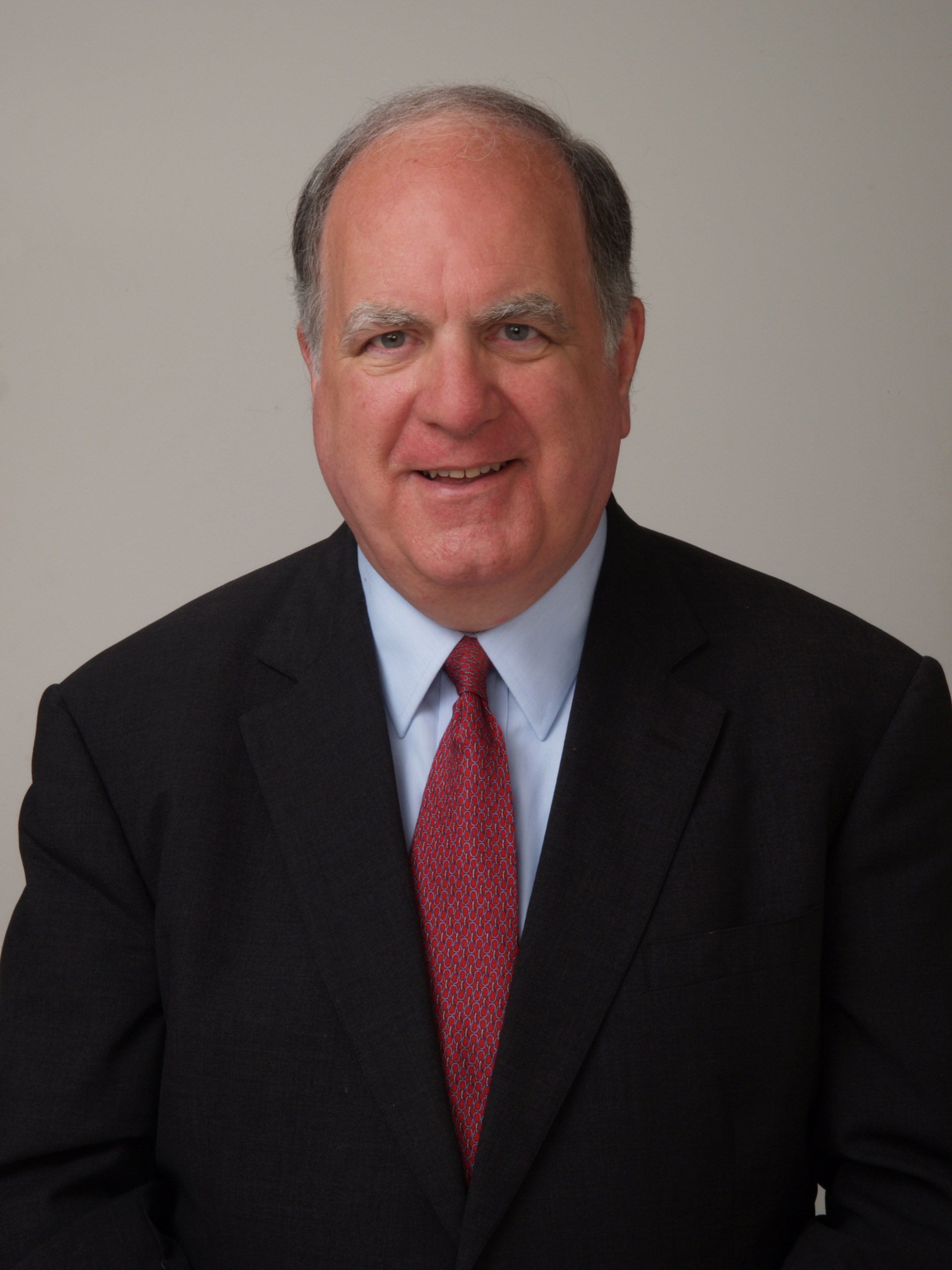
John Spratt

John McKee Spratt Jr. (* 1. November 1942 in Charlotte, North Carolina; † 14. Dezember 2024) war ein US-amerikanischer Politiker. Von 1983 bis 2011 vertrat er den Bundesstaat South Carolina im US-Repräsentantenhaus.

## Werdegang
John Spratt besuchte bis 1960 die York High School in York (South Carolina). Bis 1964 studierte er dann am Davidson College in North Carolina. In den folgenden zwei Jahren bis 1966 setzte er seine Ausbildung an der Universität Oxford in England fort. Bis 1969 studierte er dann an der Yale University Jura. Zwischen 1969 und 1971 war er als Hauptmann Mitglied der US-Armee. Dabei war er im Verteidigungsministerium der Vereinigten Staaten als Stabsoffizier tätig.
In den folgenden Jahren praktizierte Spratt in einer Gemeinschaftskanzlei als Rechtsanwalt. Er war außerdem Präsident einer örtlichen Bank. Darüber hinaus unterhielt er eine kleine Versicherungsagentur und betrieb eine Farm. Politisch schloss sich Spratt der Demokratischen Partei an. Im Jahr 1964 war er Delegierter zur Democratic National Convention in Atlantic City, auf der US-Präsident Lyndon B. Johnson für eine weitere Amtszeit nominiert wurde. Zwischen 1972 und 1980 war er Delegierter auf den regionalen demokratischen Parteitagen in South Carolina.
1982 wurde Spratt im fünften Wahlbezirk von South Carolina in das US-Repräsentantenhaus in Washington, D.C. gewählt. Dort trat er am 3. Januar 1983 die Nachfolge von Kenneth Lamar Holland an. In dieser Zeit vertrat er in der Regel die Positionen seiner Partei. Im Jahr 1992 wurde der 27. Verfassungszusatz verabschiedet. Spratt war Mitglied im Streitkräfteausschuss und in drei von dessen Unterausschüssen. Er war außerdem Vorsitzender des Haushaltsausschusses. Am 3. Januar 2011 schied er aus dem Kongress aus.
John Spratt war mit Jane Stacy verheiratet, mit der er drei Töchter hatte. Das Paar hatte fünf  Enkelkinder. Privat lebte die Familie in York.